# Contaminació creuada
La contaminació creuada fa referència al procés mitjançant el qual els microorganismes o altres substàncies alienes, com els al·lèrgens, es transfereixen de forma no intencionada d'un aliment o objecte cap un altre aliment, amb efectes perjudicials.
En la restauració i les llars, la contaminació creuada esdevé de les principals causes de toxiinfeccions alimentàries.
Cal vetllar pel bon cuinat o rentat dels aliments que s'han de consumir crus, en tant que poden contenir bacteris o altres microorganismes patògens. La falta d'higiene a la cuina pot fer que aquests arribin a les mans, ganivets, draps i taules de tallar. A més, després de manipular aliments crus, és molt important rentar-se les mans i rentar els utensilis utilitzats.

## Causes
La contaminació creuada es pot produir per contacte directe entre un producte cru i un producte cuinat. O bé, per contacte indirecte, és a dir, a través de les mans del manipulador o mitjançant material de cuina (utensilis, draps, etc.). Per exemple, en preparar un kebab tallar amb el mateix ganivet un pollastre cru i un enciam net.
També pot ser deguda a la transferència dels microorganismes a través de bosses de la compra reutilitzables, o bé degut a les gotes i esquitxades produïdes al rentar la carn que pot contaminar altres superfícies.

## Contaminació creuada per gluten
La contaminació creuada per gluten té lloc quan els aliments en principi lliures de gluten entren en contacte amb gluten, encara que sigui en mínimes quantitats, independentment de qual sigui la seva procedència (de manera directa o indirecta)

## Prevenció
Amb una bona higiene personal i a la cuina la contaminació creuada pot ser evitada i així evitar toxiinfeccions alimentàries:

### Netejar
Cal netejar-se les mans amb aigua i sabó abans i després de manipular aliments crus.
A més, cal netejar les superfícies i els utensilis de cuina abans d'utilitzar-los i, especialment, després de manipular aliments crus (carn, peix, ous, pollastre, etc.).

### Separar
És important separar els aliments crus dels que ja estan cuinats, per tal d'evitar que els aliments crus, els quals poden contenir microorganismes, contaminin als aliments cuinats o als que es consumeixen crus que ja estiguin nets. Per tant, també és necessari utilitzar diferents estris, plats i taules pel menjar cru i el cuinat.

### Cuinar
Altra bona mesura és cuinar bé els aliments per a què no quedin parts crues, a una temperatura que arribi, al menys, a 75 °C al centre del producte.

### Emmagatzematge eficient
Els aliments que requereixen ser refrigerats cal que siguin conservats a la nevera l'abans possible, i deixar-se a temperatura ambient el menor temps possible. A més, cal controlar que la temperatura de la nevera no superi els 4 °C.
És important tenir en compte que la preparació dels aliments sigui amb poca antelació abans de consumir-los.
Per altra banda, pot ser una bona mesura emmagatzemar la carn crua coberta, les aus de corral, el peix i el marisc a la plataforma inferior de la nevera.

### Ús de bosses de la compra amb seguretat
Cal assegurar-se de portar suficients bosses de la compra per tal d'empaquetar els aliments crus i els preparats per separat. A més, els productes de neteja i altres articles per la llarg haurien d'estar separats dels aliments en altres bosses. Per fer-ho de forma eficient, sembla bona idea utilitzar bosses de color per classificar per a què s'utilitza cada bossa.
És útil utilitzar bosses de cotó o tela, ja que es poden posar a la rentadora per netejar-se i així ser reutilitzades. Però cal revisar després de cada ús si hi hagut algun vessament, brutícia o danys visibles.